# Pitimbu (Natal)
Pitimbu é um bairro localizado na cidade de Natal, no Rio Grande do Norte,  que foi construído oficialmente em 5 de abril de 1983.